# Diecéze Ptolemais ve Fénicii
Diecéze Ptolemais ve Fénicii je titulární diecéze římskokatolické církve na území Izraele. V současné době je neobsazena. 

## Historie
Ptolemais je staré přístavní město Palestiny poblíž Fénicie. Ve féničtině měla název Akko. První křesťanskou komunitu zde založil již apoštol Pavel, z konce 2. století je doložen první biskup. Po dobytí křižáky ve 12. století zde vznikla latinská diecéze, nazývaná akkonská (Aconensis, Acconensis), od roku 1263 ji řídili latinsští patriarchové v Jeruzalémě, kteří se sem uchýlili po dobytí Jeruzaléma. Od roku 1291 je diecézí titulární, od 19. století nese název Ptolemais ve Fénicii. 
Od roku 1753 existuje také Melchitská eparchie akkonská, která byla v roce 1964 povýšena na archieparchii. 

## Seznam biskupů

### Řečtí biskupové ptolemaidští
- Clarus (ca 190)
- Eneas (před 325 - po 341)
- Nectabo (zmíněn roku 381)
- Antiochus z Ptolemaidy (poč. 5. st.)
- Elladio (zmíněn roku 431)
- Paolo (před 445 - po 451)
- Giovanni (zmíněn roku 518)
- Giorgio (zmíněn roku 553)

### Latinští sídelní biskupové akkonští
- Jan (1133 –  dopo il 1135)
- Rorgo (zmíněn roku 1147)
- Federico (1148 –  1163)
- Vilém (1163 –  30 maggio 1171)
- Ioscius (23 novembre 1171 –  asi 1186)
- Ruffinuns (? –  1187)
- neznámý biskup (? –  1190)
- Teobald (1191 –  po 1199)
- Jean de Noyon (zmíněn 1202/1204)
- Florent (asi 1208)
- Jacques de Vitry (1216 – 1228
- Giovanni de Provino (1228 –  po 1233)
- Raul (Rudolf) (1235 –  1245)
- Gualtier (1248 –  1253)
- Florent (1255 – 1262)
- V letech 1263–1291 byla diecéze spravována Latinskými patriarchy jeruzalémskými

### Titulární biskupové akkonští
- Nicola di Arlon, O.Carm. (1344 – 1392)
- Gualtiero, O.F.M. (1392 –  ?)
- Ludovico (?)
- Rodrigo Alvaro, O.P. (1397 –  ?)
- Frédéric de Mulhouse, O.E.S.A. (1399 –  1400)
- Jan Richard Blunt de Helde, O.F.M. (1400 –  ?)
- Matteo de Luca, O.Cist. (1403 –  ?)
- Theodorich, O.P. (?)
- Hermann, O.F.M. (1415 – 1450)
- Oddone Garnerii, O.P. (1422 –  ?)
- Johannes Goldener, O.E.S.A. (1451 – 1475)
- Isidor (?)
- Enrico de Albertis (1459 – 1461)
- Raimond de Rota, O.P. (1461 –  ?)
- Arnaldo di Cambera, O.P. (1491 –  ?)
- Martin von Fürstenwalde, O.P. (1503 –  ?)
- Albert Polonus, O.P. (1513 –  ?)
- Heinrich Leucker, O.P. (1514 –  ?)
- Bernard von Sachsen, O.Cist. (1519 – 1536)
- Michael de Vehe, O.P. (1539 – 1539)
- Johannes Monsaugis, O.P. (1539 – ?)
- Johannes Kridt (1550 –  ?)
- Jeroným (po 1574 –  ?)
- Angelo di Grado, O.F.M.Conv. (1588 – 1620)
- Nikolaus Arresdorf, O.F.M.Conv. (1592 – 1620)
- Johann Nikolaus Claessens (1622 – 1650)
- Giovanni Battista de Righis, O.P. (1672 –  ?)
- Thomas Joseph Talbot (1766 – 1795)
- Pietro Leopardi (1806 – 1807)
- Maciej Paweł Możdżeniewski (1815 –  1819)
- Pietro Gravina Luzzena ( 1836 –  ?)
- Sv. Marie– Nicolas– Antoine Daveluy, M.E.P. (1855 –  1866)

### Titulární biskupové Ptolemaidy ve Fénicii
- Luiz de Castro Pereira, C.S.I. (1804 – 1822)
- Giovanni Antonio Balma, O.M.V. (1848 – 1871)
- Carmelo Pascucci (1871 – 1874)
- Cassien– Léonard de Peretti (1875 – 1892)
- José Marcondes Homem de Melo (1906 – 1908)
- Augustin Dontenwill, O.M.I. (1909 – 1931)
- Louis– Eugène– Arsène Turquetil, O.M.I. (1931 – 1955)
- Edmundo Luís Kunz (1955 – 1988)